# Zukkoke Naito Don de ra Mancha
Zukkoke Naito Don de ra Mancha (ずっこけナイト ドンデラマンチャ Zukkoke Naito Don de ra Mancha,  tiếng Anh: Zukkoke Knight — Don De La Mancha) là một bộ anime truyền hình dài tập Nhật Bản dựa trên tiểu thuyết Don Quijote của Miguel de Cervantes. Bộ anime dài 23 tập do Yuyama Kunihiko đạo diễn và được phát sóng lần đầu trên Tokyo Channel 12 năm 1980.
Bộ anime này được lồng tiếng Ý và công chiếu với tựa đề Don Chisciotte.